# Going to Hell (álbum)
Going to Hell é o segundo álbum de estúdio da banda de rock americana The Pretty Reckless, sucedendo Light Me Up. O álbum foi lançado mundialmente no dia 18 de março de 2014, exceto no Brasil, lançado em 25 de março pelo selo independente LAB 344.

## História
Em 30 de maio de 2013, The Pretty Reckless divulgou um teaser trailer de seu segundo álbum de estúdio, previsto para ser lançado no final daquele ano. Em 17 de junho de 2013 The Pretty Reckless lançou uma nova faixa intitulada "Follow Me Down". Em 1 de Julho, The Pretty Reckless lançou a música "Burn", que também está no novo disco.
A faixa-título estreou exclusivamente no website da Revolver em 19 de Setembro de 2013. No mesmo dia, com a estreia da nova faixa, The Pretty Reckless também anunciou a sua assinatura com a gravadora Razor & Tie. Em 20 de setembro , The Pretty Reckless embarcou na Going to Hell Tour para divulgar o álbum, apoiada por "Heaven's Basement" e "Louna". O vídeo da música estreou em 16 de outubro, exclusivamente no Vevo. 19 de novembro marcou o lançamento do single "Heaven Knows" depois de estrear em SiriusXM Octane.
A lista de faixas, capa do álbum e data de lançamento foram anunciados em 21 de janeiro de 2014, com uma série de pacotes pré-encomenda limitadas foram disponibilizados no site da banda. Em 13 de fevereiro de 2014 foi lançado o clipe oficial do single "Heaven Knows" no canal da VEVO no YouTube.

## Gravação
A banda gravou nos Studios Water Music Recording, em Hoboken, New Jersey. O estúdio foi destruído pelo Furacão Sandy em outubro de 2012. Eles perderam uma grande quantidade de equipamentos e gravações de músicas, com toda essa tragédia deu a ideia ao nome do álbum, Going to Hell. Depois disso, eles tiveram de voltar e reiniciar o processo de gravação das músicas que eles estavam trabalhando naquele momento.

## Recepção da crítica
| Críticas profissionais | Críticas profissionais |
| Avaliações da crítica  | Avaliações da crítica  |
| Fonte                  | Avaliação              |
| ---------------------- | ---------------------- |
| Allmusic               | 4 de 5 estrelas.       |
| Alternative Press      | [ 9 ]                  |
| Q                      | [ 9 ]                  |
| Rolling Stone          | [ 10 ]                 |
| Sputnikmusic           | [ 11 ]                 |
| Music Radar            | [ 9 ]                  |
| Blabbermouth.net       | [ 9 ]                  |
| Kerrang!               | [ 9 ]                  |

Após o lançamento, Going to Hell geralmente é recebido com críticas positivas. No Metacritic, que atribui uma classificação normalizada de 100 a opiniões de críticos, o álbum recebeu uma pontuação média de 58, com base em cinco revisões, o que indica "críticas mistas ou médias". Davey Boy de Sputnikmusic escreveu: "The Pretty Reckless não fazer muito para provar os cínicos errado aqui. mais frustrante, eles são, sem dúvida, capaz de muito melhor". Chuck Eddy da Rolling Stone declarou:" Este segundo álbum ousado da banda de Nova York se enfurece com o otimista, bata-wise humor que o hard rock tem suprimido desde grunge". No Alternative Press, Bree Davies deu ao álbum uma estrela de cinco descrevendo-o como" ter tentado muito difícil de se deparar com tão ultrajante. "O revisor ainda mais elaborado que o álbum "tem todas as referências artificial possível, juntamente com clips de lavagem cerebral sermões de televisão e sound bites recriados a partir de pornografia barata". Q magazine também foi misturado na sua avaliação do álbum, afirmando que "O clamoroso Queen a exploração de 'Heaven Knows' é divertido, mas tudo dá errado quando ela irrompe baladas". Em Blabbermouth.net o álbum foi descrito como "um registro feroz e divertido" e recebeu uma pontuação de 8 dos 10. Kerrang! deu ao álbum 4 de 5 estrelas.

## Desempenho comercial
Going To Hell estreou no número #5 na Billboard 200, com vendas na primeira semana de 35.000 cópias, garantindo a banda seu primeiro top teen álbum e maior semana de vendas ainda. O álbum entrou UK Albums Chart no número oito, a venda de 9.693 cópias em sua primeira semana. No Japão, o álbum estreou no número de cinqüenta nos Álbuns Oricon Weekly Chart com 1.795 cópias vendidas. A partir de 9 de abril, o álbum vendeu cerca de 50.000 cópias.

## Faixas
| Editição padrão |                                          |         |  |
| N.º             | Título                                   | Duração |  |
| 1.              | "Follow Me Down"                         | 4:40    |  |
| 2.              | "Going to Hell"                          | 4:36    |  |
| 3.              | "Heaven Knows"                           | 3:44    |  |
| 4.              | "House on a Hill"                        | 4:39    |  |
| 5.              | "Sweet Things"                           | 5:04    |  |
| 6.              | "Dear Sister"                            | 0:56    |  |
| 7.              | "Absolution"                             | 4:34    |  |
| 8.              | "Blame Me"                               | 4:27    |  |
| 9.              | "Burn"                                   | 1:48    |  |
| 10.             | "Why’d You Bring a Shotgun to the Party" | 3:20    |  |
| 11.             | "Fucked Up World"                        | 4:16    |  |
| 12.             | "Waiting for a Friend"                   | 3:12    |  |
| Duração total:  | Duração total:                           | 45:16   |  |

| Deluxe & limited edition (bonus tracks) / US & Canadá iTunes Store faixas bônus |                                 |         |  |
| N.º                                                                             | Título                          | Duração |  |
| 13.                                                                             | "Going to Hell (Live Acoustic)" | 2:35    |  |
| 14.                                                                             | "Sweet Things" (Acoustic)"      | 4:14    |  |
| Duração total:                                                                  | Duração total:                  | 52:05   |  |

| Faixas bônus da edição japonesa |                                  |         |  |
| N.º                             | Título                           | Duração |  |
| 13.                             | "Kill Me"                        | 3:47    |  |
| 14.                             | "Going to Hell" (Live Acoustic)" | 2:35    |  |
| 15.                             | "Sweet Things" (Acoustic)"       | 4:14    |  |
| Duração total:                  | Duração total:                   | 55:52   |  |

| Internacional iTunes Store faixa bônus |            |         |  |
| N.º                                    | Título     | Duração |  |
| 15.                                    | "Only You" | 3:38    |  |

## Créditos
Créditos adaptados do encarte de Going to Hell.
The Pretty Reckless
- Taylor Momsen - vocal
- Ben Phillips - guitarra, backing vocals
- Mark Damon - baixo
- Jamie Perkins - bateria

Pessoal adicional
- Bronxville Union Free School District - backing vocals ("Heaven Knows")
- Jeremy Gillespie - harmonica ("Waiting for a Friend")
- Daniel Hastings - fotografia
- Jenna Haze - backing vocals ("Follow Me Down")
- Kato Khandwala - engenharia, mixagem, produção
- Ted Jensen - masterização
- Adam Larson - direção de arte

## Desempenho nas paradas
| Chart (2014)                              | Maior posição |
| ----------------------------------------- | ------------- |
| Austrália (ARIA)                          | 20            |
| Áustria (Ö3 Austria Top 40)               | 28            |
| Bélgica (Ultratop Flandres)               | 57            |
| Bélgica (Ultratop Valônia)                | 28            |
| Canadá (Billboard)                        | 5             |
| Dinamarca (Hitlisten)                     | 33            |
| Países Baixos (Dutch Charts)              | 58            |
| França (SNEP)                             | 46            |
| Alemanha (Offizielle Deutsche Charts)     | 35            |
| Irlanda (IRMA)                            | 10            |
| Japão (Oricon)                            | 50            |
| Nova Zelândia (RMNZ)                      | 19            |
| Escócia (Official Scottish Albums)        | 7             |
| Espanha (PROMUSICAE)                      | 68            |
| Suíça (Schweizer Hitparade)               | 35            |
| Reino Unido (Official Albums Chart)       | 8             |
| Reino Unido (UK Independent Albums Chart) | 1             |
| Reino Unido (UK Rock & Metal Albums)      | 1             |
| Estados Unidos (Billboard 200)            | 5             |
| Estados Unidos (Top Alternative Albums)   | 2             |
| Estados Unidos (Top Hard Rock Albums)     | 1             |
| Estados Unidos (Top Rock Albums)          | 2             |

| Chart (2014)                          | Posição |
| ------------------------------------- | ------- |
| US Billboard 200                      | 181     |
| US Top Alternative Albums (Billboard) | 32      |
| US Top Hard Rock Albums (Billboard)   | 10      |
| US Top Rock Albums (Billboard)        | 43      |

| Chart (2015)                        | Posição |
| ----------------------------------- | ------- |
| US Top Hard Rock Albums (Billboard) | 21      |